# Château de Montcuquet
Le château de Montcuquet est un château fort remanié situé à Lautrec, dans le Tarn (France). Bâti au XVe siècle, il a longtemps appartenu à la famille Dupuy et a connu un XVIe siècle compliqué à cause des guerres de Religion.

## Historique

### Origine
Montcuquet est mentionné dès le XIVe siècle, sur le domanial de 1338, en tant que place-forte. 
On retrouve ensuite le château de Montcuquet en 1451, en tant que propriété du seigneur d'Ambres, mais pas du château éponyme, Pierre Dupuy[réf. souhaitée], aussi propriétaire du château voisin de Brametourte. Il semble donc qu'il ait été bâti au cours du XVe siècle, et ait déjà appartenu au père de Pierre, Antoine, cité comme seigneur du lieu[réf. souhaitée].

### Guerres de Religion
Pour un article plus général, voir Guerres de Religion (France).
La famille Dupuy le conserve jusqu'au guerres de Religion du XVIe siècle, puisque l'on trouve par exemple Alain Dupuy seigneur des lieux entre 1502 et 1532[réf. souhaitée]. Lors de cette période trouble, la bâtisse alors décrite comme « une belle et forte maison de Lautrec » passe successivement aux mains des différents partis. 
Ainsi, le 18 décembre 1575, le vicomte de Paulin, chef protestant, s'en empare. Il suffit de quelques jours aux catholiques pour le récupérer. Le capitaine protestant de La Grange tente de s'en emparer sans succès au début de 1577. A nouveau, le 21 août 1577, les soldats huguenots menés par ce capitaine pénètrent dans l'édifice en escaladant ses murs, pour prendre la place-forte. En octobre 1577, des routiers, à la tête desquels on trouve un certain italien nommé Alexandre, s'y installent en octobre 1577. Il faut alors attendre le mois de janvier 1780 pour que la bâtisse en soit libérée, et cela contre une rançon de 300 écus.
Afin d'éviter que telle situation ne récidive, Henri III de Navarre, le futur roi Henri IV, alors chef protestant, décide le démantèlement de l'édifice, confié à une trentaine de ses hommes.

### LeXVIIesiècle
Après les guerres de Religion, le domaine appartient quelque temps à la famille de Capriol, puisque Gabriel de Capriol est attesté seigneur en 1595[réf. souhaitée].
Néanmoins, il retombe ensuite aux mains de la famille Dupuy, et le dénombrement de 1645 établit la marquise de Dupuy comme propriétaire d'« un château et bâtiments, la plupart d’iceulx fort ruinés ».
À la fin du XVIIe siècle, il quitte définitivement le giron des Dupuy, et appartient alors à Louis de Ligonier, père du feld marshal émigré John Ligonier. Le 26 janvier 1689, Louis-Godefroy de Ligonier, fils du précédent et de Louise de Poncet nait au château[réf. souhaitée].

### DuXVIIIesiècleà aujourd'hui
Le château de Montcuquet échoie ensuite à la famille de Gervain de Roquepiquet, propriétaire historique du château de Roquepiquet, lors du mariage d'Anne de Ligonier-Montcuquet avec le baron de Verteuil, Pierre de Gervain de Roquepiquet.
C'est sûrement cette famille qui remanie grandement le château à la fin du XVIIIe siècle, et le conserve à la Révolution et jusqu'en 1854.  Il a été acheté par la famille Vene qui l'a conservé pendant 180 ans.  Il a été racheté par la famille Ross en août 2022.

## Architecture
Le château de Montcuquet est édifié sur une colline boisée. C'est une bâtisse en forme de U, s'élevant sur trois étages. La cour intérieure est fermée par un mur d'enceinte et renferme un beau puits de la Renaissance. Ce mur d'enceinte, à l'ouest, est flanqué de deux tours rondes, celle du nord étant plus massive et haute que celle du sud. Une troisième tour complète l'ensemble, dans l'angle nord-est, coiffé d'un toit en pointe et en ardoises, alors que tout le bâtiment est couvert de simples tuiles. La façade principale présente une sculpture de femme avec une colombe.
La cour est précédée d'une terrasse sur laquelle s'épanouit un petit jardin à la française. Le château renferme un escalier monumental construit sur le modèle de celui du palais épiscopal de Castres.

## Famille Dupuy
La famille Dupuy est une famille noble originaire du Tarn.
Le premier membre connu est Antoine Dupuy, seigneur de Cabrilles et de Montcuquet. Son fils, Pierre, ajoute le château de Brametourte à ses possessions[réf. souhaitée]. Il est attesté en 1451, puis son fils, Alain, lui succède dans les textes de 1502 à 1532[réf. souhaitée]. 
L'apogée de la famille est atteinte avec Jacques Dupuy, puisque celui-ci rend hommage au roi Henri IV pour Cabrilles, Les Cabannes, Montcuquet et le château de Montpinier. 
Outre cette branche de Cabrilles, on retrouve d'autres membres des Dupuy dans le département, comme Barthélemy Dupuy et son fils Jean Dupuy, le premier laissant son testament daté du 13 avril 1497.